# Suiza en los Juegos Olímpicos de Los Ángeles 1984
Suiza estuvo representada en los Juegos Olímpicos de Los Ángeles 1984 por un total de 129 deportistas que compitieron en 18 deportes.  
La portadora de la bandera en la ceremonia de apertura fue la jinete Christine Stückelberger.

## Medallistas
El equipo olímpico suizo obtuvo las siguientes medallas:
| Nombre                                                                                   | Deporte            | Competición                      |
| ---------------------------------------------------------------------------------------- | ------------------ | -------------------------------- |
| Oro                                                                                      |                    |                                  |
| —                                                                                        |                    |                                  |
| Plata                                                                                    |                    |                                  |
| Markus Ryffel                                                                            | Atletismo          | 5000 m M                         |
| Alfred Achermann Richard Trinkler Laurent Vial Benno Wiss                                | Ciclismo en ruta   | Ruta por eqs. M                  |
| Otto Hofer (Limandus) Christine Stückelberger (Tansanit) Amy-Cathérine de Bary (Aintree) | Hípica             | Doma por eqs.                    |
| Daniel Nipkow                                                                            | Tiro               | Rifle en tres posiciones 300 m M |
| Bronce                                                                                   |                    |                                  |
| Otto Hofer (Limandus)                                                                    | Hípica             | Doma ind.                        |
| Heidi Robbiani (Jessica V)                                                               | Hípica             | Saltos ind.                      |
| Hugo Dietsche                                                                            | Lucha grecorromana | 62 kg M                          |
| Étienne Dagon                                                                            | Natación           | 200 m braza M                    |